# MC Solaar
MC Solaar (nascido como Claude M'Barali em 5 de março de 1969) é um rapper senegalense criado em Paris, França. Seus pais são do Chade. É um dos mais conhecidos rappers francófonos.

## Discografia

### Álbuns
| Ano  | Álbum                             | Maiores posições | Maiores posições | Maiores posições | Maiores posições | Maiores posições | Certificação |
| Ano  | Álbum                             | FR               | AUT              | BEL (Wa)         | GER              | SWI              | Certificação |
| ---- | --------------------------------- | ---------------- | ---------------- | ---------------- | ---------------- | ---------------- | ------------ |
| 1991 | Qui sème le vent récolte le tempo | –                | –                | –                | –                | –                |              |
| 1994 | Prose Combat                      | –                | 28               | 31               | 81               | 12               |              |
| 1997 | Paradisiaque                      | 1                | –                | 6                | 96               | 8                |              |
| 1998 | MC Solaar                         | 9                | –                | 14               | –                | 19               |              |
| 2001 | Cinquième As                      | 2                | –                | 2                | 98               | 5                |              |
| 2003 | Mach 6                            | 2                | –                | 12               | –                | –                |              |
| 2007 | Chapitre 7                        | 5                | –                | 6                | –                | –                |              |

### Álbuns ao vivo
| Ano  | Álbum                                           | Maiores posições | Maiores posições | Maiores posições | Certificação |
| Ano  | Álbum                                           | FR               | BEL (Wa)         | SWI              | Certificação |
| ---- | ----------------------------------------------- | ---------------- | ---------------- | ---------------- | ------------ |
| 1998 | Le tour de la question - Album live à L'Olympia | 8                | 19               | –                |              |

### Coletâneas
| Ano  | Álbum      | Maiores posições | Maiores posições | Maiores posições | Certificação |
| Ano  | Álbum      | FR               | BEL (Wa)         | SWI              | Certificação |
| ---- | ---------- | ---------------- | ---------------- | ---------------- | ------------ |
| 2010 | Magnum 567 | –                | –                | –                |              |

### Maxis e EPs
- Obsolète (maxi)
- Solaar Power EP
- Inch'Allah EP

### Singles
| Ano  | Single                              | Maiores posições | Maiores posições | Maiores posições | Álbum                             |
| Ano  | Single                              | FR               | BEL (Wa)         | SWI              | Álbum                             |
| ---- | ----------------------------------- | ---------------- | ---------------- | ---------------- | --------------------------------- |
| 1991 | "Bouge de là"                       | 22               | –                | –                | Qui sème le vent récolte le tempo |
| 1991 | "Victime de la mode"                | 32               | –                | –                | Qui sème le vent récolte le tempo |
| 1992 | "Caroline"                          | 4                | 31               | –                | Qui sème le vent récolte le tempo |
| 1992 | "Qui sème le vent récolte le tempo" | 39               | –                | –                | Qui sème le vent récolte le tempo |
| 1993 | "Nouveau western"                   | 4                | –                | –                | Prose Combat                      |
| 1994 | "Séquelles"                         | 19               | –                | –                | Prose Combat                      |
| 1994 | "Obsolète"                          | 29               | –                | –                | Prose Combat                      |
| 1995 | "La concubine de l'hémoglobine"     | 42               | –                | –                | Prose Combat                      |
| 1997 | "Gangster moderne"                  | 31               | 25               | –                | Paradisiaque                      |
| 1997 | "Les temps changent"                | 13               | 26               | –                | Paradisiaque                      |
| 1998 | "Paradisiaque"                      | 41               | 28               | –                | Paradisiaque                      |
| 1998 | "Galaktika"                         | 64               | –                | –                | Cinquième As                      |
| 2001 | "Solaar pleure"                     | 4                | 2                | 22               | Cinquième As                      |
| 2001 | "Hasta la vista"                    | 1                | 5                | 23               | Cinquième As                      |
| 2001 | "RMI"                               | 22               | 3* (Ultratip)    | –                | Cinquième As                      |
| 2002 | "La la la, la"                      | 39               | 2* (Ultratip)    | –                | Cinquième As                      |
| 2002 | "Inch'Allah"                        | 1                | 16               | 13               | Inch'Allah EP                     |
| 2004 | "Hijo de Africa"                    | 32               | –                | –                | Mach 6                            |
| 2004 | "Au pays de Gandhi"                 | 37               | –                | –                | Mach 6                            |
| 2007 | "Clic clic"                         | 19               | 7* (Ultratip)    | –                | Chapitre 7                        |
| 2008 | "La vist est belle"                 | 20               | 1                | –                |                                   |

*Did not appear in the official Belgian Ultratop 50 charts, but rather in the bubbling under Ultratip charts. 
Singles em pareceria
| Ano  | Single | Maiores posições | Álbum                               |
| Ano  | Single | FR               | Álbum                               |
| ---- | --- | ---------------- | ----------------------------------- |
| 2014 | "À quoi ça sert l'amour" (live) (Lavoine / Zazie / Mathy / MC Solaar / Ségara / Les Enfoirés / Chœurs du Collège du Kochersberg) | 105              | Les Enfoirés album Bon anniversaire |

Participações
| Ano  | Single                                                       | Maiores posições | Maiores posições | Maiores posições | Maiores posições | Maiores posições | Maiores posições | Maiores posições | Maiores posições | Álbum |
| Ano  | Single                                                       | FR               | AUT              | BEL (Vl)         | BEL (Wa)         | GER              | NED              | SWE              | SWI              | Álbum |
| ---- | ------------------------------------------------------------ | ---------------- | ---------------- | ---------------- | ---------------- | ---------------- | ---------------- | ---------------- | ---------------- | ----- |
| 1993 | "Le bien, le mal" (Guru feat. MC Solaar)                     | 33               | –                | –                | –                | –                | –                | –                | –                |       |
| 1995 | "Listen" (Urban Species feat. MC Solaar)                     | 29               | –                | –                | –                | –                | –                | –                | –                |       |
| 1999 | "All n My Grill" (Missy Misdemeanor Elliott feat. MC Solaar) | 16               | –                | 7 (Ultratip)     | 9                | 22               | 86               | 39               | 23               |       |